# Carebara silvestrii
Carebara silvestrii (лат.) — вид очень мелких муравьёв рода Carebara из подсемейства Myrmicinae (Formicidae). Эндемик Африки: Берег Слоновой Кости, Габон, Гвинея, Зимбабве, Камерун, Кения, Сенегал, Уганда, ЦАР (в дождевых лесах на высотах 10-2250 м).

## Описание
Мелкие муравьи красновато-коричневого цвета. Голова крупных рабочих (солдат) очень большая, немного длиннее своей ширины; затылок вогнутый. У мелких рабочих бока головы и затылок выпуклые.
Длина тела рабочих составляет около 2 мм (солдаты в 2 раза крупнее), длина головы рабочих равна 0,41—0,51 мм (ширина головы — 0,36—0,44 мм), у солдат 0,79—1,15 мм (ширина 0,97—0,99 мм). Усики рабочих состоят из 11 члеников и имеют булаву из двух вершинных сегментов. Проподеум угловатый, с 2 мелкими шипиками. Скапус короткий, длина его у рабочих равна 0,29—0,34 мм, а у солдат 0,34—0,45 мм. Мандибулы с 5 зубцами. Глаза очень мелкие (у рабочих состоят из 1 омматидия). Стебелёк между грудкой и брюшком состоит из двух члеников: петиолюса и постпетиолюса (последний четко отделен от брюшка), жало развито, куколки голые (без кокона).

## Систематика и этимология
Вид был впервые описан в 1914 году итальянским мирмекологом Феликсом Санчи (Felix Santschi, 1872—1940) по материалам из Ганы под первоначальным названием Aneleus silvestrii Santschi, 1914. С 1966 года в составе рода Oligomyrmex (Ettershank, 1966; Bolton, 1995); в 2014 году включён в состав рода Carebara в ходе ревизии американскими мирмекологами Джорджем Фишером (Georg Fischer; Entomology, California Academy of Sciences, Сан-Франциско, США), Франком Азорза (Frank Azorsa; División de Entomologia, Centro de Ecologia y Biodiversidad, Лима, Перу) и Брайном Фишером (Brian Fisher; Department of Biological Sciences, San Francisco State University, Сан-Франциско). Относят к видовой группе polita species group и трибе Solenopsidini (или Crematogastrini). Таксон Carebara silvestrii близок к виду Carebara perpusilla, от которого отличается более крупными размерами тела и более грубой морщинистой скульптурой груди. Видовое название было дано в честь сборщика типовой серии итальянского профессора Филиппо Сильвестри (Filippo Silvestri; 1873—1949).